# Gabriel Campillo
Gabriel Campillo (ur. 19 grudnia 1978 w Madrycie) – hiszpański bokser, były zawodowy mistrz świata wagi półciężkiej (do 175 funtów) organizacji WBA.

## Życiorys
Karierę zawodową rozpoczął 9 lutego 2002. Do marca 2009 stoczył 20 walk, z których wygrał 17, 2 przegrał i 1 została uznana za nie odbytą. W tym okresie zdobył tytuł mistrza Hiszpanii w wadze półciężkiej i Unii Europejskiej (EBU-EU) w wadze super średniej.
20 czerwca 2009 w Santa Fe (Argentyna) stanął do pojedynku o tytuł mistrza świata federacji WBA w wadze półciężkiej z broniącym tytuł Argentyńczykiem Hugo Hernánem Garayem. Po zaciętym pojedynku decyzją większości zwyciężył Campillo i został nowym mistrzem. W pierwszej obronie tytułu, 15 sierpnia, niejednogłośnie na punkty pokonał Bejbuta Szumenowa (Kazachstan).
29 stycznia 2010 w Las Vegas doszło do pojedynku rewanżowego z Kazachem. Po wyrównanej walce Campillo został niejednogłośną, kontrowersyjną decyzją sędziów uznany za pokonanego i utracił pas mistrzowski.
Po dwóch wygranych walkach, 1 października 2011, stoczył pojedynek o tytuł IBF Inter-Continental będący zarazem eliminacją do tytułu mistrza świata IBF w wadze półciężkiej. Spotkanie z Niemcem Karo Muratem zostało uznane za remisowe jednak umożliwiło mu walkę o tytuł mistrzowski. 18 lutego 2012 stanął do pojedynku z broniącym tytułu Amerykaninem Tavorisem Cloudem. Po kontrowersyjnej, niejednogłośnej decyzji sędziów został uznany za pokonanego.
19 stycznia 2013 w Uncasville w Connecticut (USA) Hiszpan przegrał przez nokaut w trzeciej rundzie z Siergiejem Kowalowem.
16 sierpnia 2013 na gali na stadionie U.S. Cellular Field w Chicago, przegrał walkę przez nokaut w dziewiątej rundzie z Polakiem Andrzejem Fonfarą. Stawką pojedynku był awans na pozycję lidera rankingu organizacji IBF.
9 maja 2014 w Las Palmas w Hiszpanii zwyciężył przez techniczny nokaut w siódmej rundzie Anglika Ricky′ego Dennisa Powa (11-2-1, 8 KO).
4 kwietnia 2015 na gali Pepsi Coliseum w Quebec City przegrał przez nokaut w czwartej rundzie z Rosjaninem Arturem Beterbijewem (8-0, 8 KO). Stawką dwunastorundowego pojedynku była pozycja numer dwa w rankingu federacji IBF.